# Georgia on My Mind
Georgia on My Mind ist ein Jazzstandard, der 1930 vom US-amerikanischen Komponisten Hoagy Carmichael geschrieben und in zahlreichen Coverversionen zum Hit in verschiedenen Musikstilen wurde.

## Entstehungsgeschichte
Hoagland Howard „Hoagy“ Carmichael hatte bereits über ein Dutzend Songs komponiert, als Georgia on My Mind entstand. Er schrieb den Song im Frühjahr 1930 zusammen mit dem Texter Stuart Gorrell, einem ehemaligen Klassenkameraden Carmichaels. Carmichael war bei einem Broker angestellt und schrieb den Song in seiner Freizeit.
Die Idee zu dem Stück war von dem Saxophonisten Frank Trumbauer ausgegangen, der Carmichael ermutigt hatte, doch einmal einen Titel über Georgia zu schreiben. „Warum schreibst Du keinen Song über Georgia? Niemand hat bisher finanzielle Einbußen erlitten, wenn er ein Lied über den Süden geschrieben hat.“ Dabei ist sich die Fachwelt uneinig, ob Carmichaels Schwester gleichen Namens oder der US-Bundesstaat Georgia gemeint war. Letzteres widerlegt die Bridge des Songs; sie erwähnt „other arms reach out to me“ und „other eyes smile tenderly“ (andere Arme strecken sich nach mir aus, andere Augen lächeln liebevoll), also, dass sich das Lyrische Ich nach einer Frau sehnt.
Der Song weist eine AABA-Form auf und umfasst 32 Takte. Die A-Teile sind in Dur gehalten, während der B-Teil von einer Moll-Charakteristik geprägt ist. Das Orchester bestand in der Aufnahmesession am 15. September 1930 aus Carmichael selbst (Gesang) und renommierten Musikern wie Bix Beiderbecke (Kornett), Ray Lodwig (Trompete), Jack Teagarden und Boyce Cullen (Posaune), Jimmy Dorsey (Klarinette/Altsaxophon), Bud Freeman (Tenorsaxophon), Pee Wee Russell (Altsaxophon), Irving Brodsky (Piano), Joe Venuti (Violine), Eddie Lang (Gitarre), Min Leibrook (Basssaxophon) und Chauncey Morehouse (Schlagzeug). Viele der Mitglieder führten später bekannte Jazzbands an. Das Original des Komponisten gelangte allerdings noch nicht in die Hitparade.

## Erste Coverversionen
Trumbauers Orchester spielte den Titel am 24. Juni 1931 ein und erreichte damit einen Rang zehn der Charts. Mittlerweile besaß Carmichael seit 1930 einen Verlagsvertrag beim Musikverlag Southern Music Publishing, rechtzeitig genug, um hier als ersten Song Georgia on My Mind registrieren zu lassen. Das Urheberrecht hierzu wurde erst am 22. Dezember 1930 registriert. Louis Armstrong nahm den Song am 5. November 1931 auf; erst Mildred Baileys im Januar 1932 erschienene Version erreichte wieder mit einem Rang 19 die Charts. Im Juni 1941 erinnerte sich Gene Krupa an den Titel und führte ihn mit seinem Orchester (Gesang Anita O’Day) auf Platz 17 der Hitparade.

## Ray Charles greift den Song auf

Ray Charles – Georgia on My Mind

Ray Charles hatte das Plattenlabel Atlantic Records im November 1959 verlassen, nachdem er hier innerhalb von fünf Jahren zwar vier Spitzenpositionen der Rhythm-&-Blues-Hitparade landen, jedoch keinen überzeugenden Crossover in die „weiße“ Pophitparade vorweisen konnte. Für das Album The Genius Hits the Road entstand als erster Song am 25. März 1960 Georgia on My Mind in nur vier Takes. Die LP wurde in zwei umfangreichen Sessions am 25. und 29. März aufgenommen. Die Single kam am 19. August 1960 als ABC-Paramount 10135 auf den Markt und entwickelte sich als Mixtur aus Pop, Jazz und Blues zum ersten Tophit für Ray Charles in der Pophitparade. Damit konnte Georgia on My Mind erstmals auch die Spitzenposition der amerikanischen Charts erreichen. Die trendsetzende Aufnahme auch für Ray Charles erhielt zwei Grammy Awards als beste männliche Aufführung und beste Aufführung einer Popsingle. Die von Ralph Burns mit seinem Orchester begleitete Single entwickelte sich zum Millionenseller. Die Version half bei der Neubelebung des Songs und erhielt in einer Liste des Rolling Stone der angbelich 500 besten Songs aller Zeiten Platz 44.

## Weitere Coverversionen
Die Righteous Brothers brachten im Februar 1966 ihre Version ohne besondere Resonanz auf den Markt, im Juli 1968 folgte Wes Montgomery. Die Version von Willie Nelson vom April 1978 löste erneut Ehrungen aus. Nelson wurde 1979 in der Kategorie als bester männlicher Gesang für Georgia on My Mind mit einem Grammy ausgezeichnet. Durch Willie Nelson wurde Georgia on My Mind nun auch ein Tophit in den Country-Charts. Im August 1990 coverte Michael Bolton den Song.
Die Swing-Ballade wurde von vielen Jazzmusikern wie Ella Fitzgerald, Billie Holiday, Fats Waller, Nat Gonella and his New Georgians, Django Reinhardt oder Oscar Peterson interpretiert. Die Gruppe The Band veröffentlichte den Titel im November 1976 mit Richard Manuel als Leadsänger, sie unterstützen damit den Präsidentschaftswahlkampf von Jimmy Carter.
Weitere Versionen haben Annie Lennox, Otis Redding, Gladys Knight, James Brown, Maceo Parker, Widespread Panic, David Bromberg, Van Morrison, The Spencer Davis Group, Bing Crosby, Hildegard Knef, Helge Schneider, Thomas Quasthoff, Coldplay oder Jacob Collier aufgenommen. Der österreichische Musiker Hubert von Goisern hat eine Version des Liedes mit neuem Text seiner Heimatgemeinde Bad Goisern gewidmet.
Im Song Back in the USSR der Band The Beatles wird in der Textzeile „…that Georgia’s always on my mind!“ auf den Song und die Doppeldeutigkeit des Toponyms Georgia im Englischen angespielt, der neben dem US-Bundesstaat auch die ehemalige Sowjetrepublik Georgien bezeichnet.
Prince veröffentlichte zwar keine Coverversion, bezeichnete aber Georgia on My Mind als einen von 55 Songs, die ihn musikalisch inspiriert hätten.

## Statistik und Auszeichnungen
Der Song erhielt einen BMI-Award, er wurde über 100 Mal gecovert und gehört damit zu den häufig gecoverten Titeln.
Am 24. April 1979 wurde Georgia on My Mind zum State-Song des Bundesstaates Georgia erklärt, und auch hier wird die Liebe zum Bundesstaat Georgia im Rahmen der offiziellen Begründung herausgestellt. Der Einführungstext gibt einen einzigen Hinweis darauf, dass der Staat nicht gemeint sein kann, wie in der Literatur oft angenommen wird. Carmichael selbst nährt in seiner Autobiografie Sometimes I wonder (1965) die Auffassung der Fachwelt, die der Bundesstaats-These folgt.